# 부동멸무위
부동멸무위(不動滅無爲)는 대승불교의 유식유가행파의 교학에서 설하는 허공무위 · 택멸무위 · 비택멸무위 · 부동멸무위 · 상수멸무위 · 진여무위의 6무위 가운데 하나이다. 유식유가행파의 교학에 따르면 6무위의 각각은 별도의 실체가 아니며 진여(眞如) · 법성(法性) · 실상(實相) · 열반(涅槃) · 법계(法界) 등으로 불리는 1가지 무위법의 중요한 6가지 측면을 말한다.
부동멸무위는 부동무위(不動無爲)라고도 하고 또는 줄임말로 부동멸(不動滅) 또는 부동(不動)이라고도 한다.
부동멸무위는 색계의 제4선천(第四禪天)인 사념청정지(捨念淸淨地)의 선정인 제4정려(第四靜慮) 중에 점차로 드러나는 또는 깨닫게 되다가 제4정려가 완성되었을 때 완전히 드러나는 또는 깨닫게 되는 '진여 · 법성 · 실상 · 열반 또는 법계의 한 측면'을 말한다. 이 측면이 무위법이라는 것은 제4정려를 통해 3수 가운데 고수와 낙수의 2수가 멸하고 오직 사수만이 존재하는 적정(寂靜) · 부동(不動) 또는 적정부동(寂靜不動)의 상태, 달리 말하자면, 괴로움에도 즐거움에도 치우치지 않는 평정 또는 균형의 상태를 증득하게 되는데, 이 적정부동의 상태는 유위법 즉 인연화합에 의해 만들어진 어떤 상태가 아니라 진여의 한 측면, 즉 1가지 무위법의 한 측면이라는 것을 뜻한다.

## 같이 보기
- 제4정려
- 3수
- 사(捨)
- 적정
- 멸진정
- 상수멸무위

## 참고 문헌
- 곽철환 (2003). 《시공 불교사전》. 시공사 / 네이버 지식백과. |title=에 외부 링크가 있음 (도움말)
- 운허.  동국역경원 편집, 편집. 《불교 사전》. |title=에 외부 링크가 있음 (도움말)
- 세친 지음, 현장 한역, 권오민 번역. 《아비달마구사론》. 한글대장경 검색시스템 - 전자불전연구소 / 동국역경원. |title=에 외부 링크가 있음 (도움말)
- 세친 지음, 현장 한역, 송성수 번역 (K.644, T.1614). 《대승백법명문론》. 한글대장경 검색시스템 - 전자불전연구소 / 동국역경원. K.644(17-808), T.1614(31-855). |title=에 외부 링크가 있음 (도움말)
- (중국어) 星雲. 《佛光大辭典(불광대사전)》 3판. |title=에 외부 링크가 있음 (도움말)
- (중국어) 세친 조, 현장 한역 (T.1614). 《대승백법명문론(大乘百法明門論)》. 대정신수대장경. T31, No. 1614, CBETA. |title=에 외부 링크가 있음 (도움말)
- (중국어) 세친 조, 현장 한역, 규기 주해 (T.1836). 《대승백법명문론해(大乘百法明門論解)》. 대정신수대장경. T44, No. 1836_, CBETA. |title=에 외부 링크가 있음 (도움말)